# Ametrida centurio
Ametrida centurio је врста слепог миша из породице љиљака-вампира (Phyllostomidae).

## Распрострањење
Ареал врсте Ametrida centurio обухвата већи број држава.
Присутна је у следећим државама: Бразил, Венецуела, Панама, Холандски Антили, Колумбија, Гвајана, Суринам, Тринидад и Тобаго и Француска Гвајана.

## Станиште
Станиште врсте су шуме. Врста је присутна на подручју реке Амазон у Јужној Америци.

## Угроженост
Ова врста је наведена као последња брига, јер има широко распрострањење и честа је врста.